# Biophthora bajula
Biophthora bajula är en stekelart som först beskrevs av Alexander Henry Haliday 1837.  Biophthora bajula ingår i släktet Biophthora och familjen bracksteklar. Inga underarter finns listade.